# Thomas Zander
Thomas Zander (Aalen, 25 agosto 1967) è un lottatore tedesco, specializzato nella lotta greco-romana.

## Biografia
Ha rappresentato la Germania a tre edizioni consecutive dei Giochi olimpici estivi, da Barcellona 1992 a Sydney 2000, vincendo la medaglia d'argento nel torneo dei pesi mediomassimi a Atlanta 1996. È stato campione iridato ai mondiali di Tampere 1994 negli 82 kg. Si è ritirato dall'attività agonistica nel 2000.

## Palmarès

### Per la Germania
- Giochi olimpici estivi

Atlanta 1996: argento nei pesi mediomassimi;
- Mondiali

Tampere 1994: oro negli 82 kg;
Atlanta 1995: bronzo negli 85 kg;
Krasnojarsk 1997: bronzo negli 85 kg;
Atene 1999: argento negli 85 kg;
- Europei

Aschaffenburg 1991: bronzo negli 82 kg;
Copenhagen 1992: oro negli 82 kg;
Istanbul 1993: oro negli 82 kg;
Atene 1994: oro negli 82 kg;
Campionati europei di lotta 1997 Kouvola 1995: argento negli 85 kg;

### Per la Germania Ovest
- Europei

Poznan 1990: oro negli 82 kg;